# Tipo Holland 602

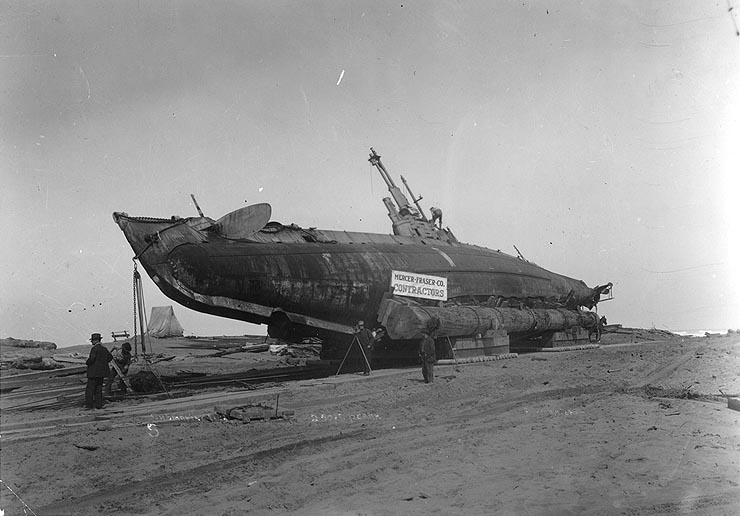
O USS H-3.

O tipo Holland 602, também conhecido como classe H, foi uma classe de submarinos usados na Primeira Guerra Mundial.
A classe de submarino foi desenvolvida pela Electric Boat Company dos Estados Unidos.